# Paracladura complicata
Paracladura complicata är en tvåvingeart som beskrevs av Alexander 1924. Paracladura complicata ingår i släktet Paracladura och familjen vintermyggor. Inga underarter finns listade i Catalogue of Life.